# Gustave Doyen

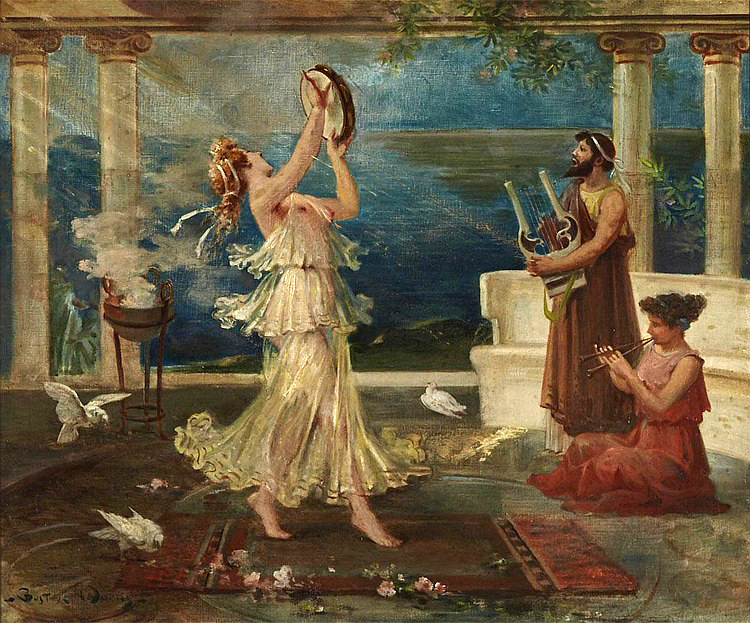
Tamburintanzerin
und Minnesänger

Gustave Léon Doyen (* 29. Dezember 1837 in Festieux; † 6. März 1923 in Fontainebleau) war ein französischer Genre- und Porträtmaler.
Nach dem Besuch des Päpstlichen Englischen Kollegs in Douai, Gustave Doyen wurde Schüler von André Reverchon und William Adolphe Bouguereau. Er wurde Bouguereaus Assistent. Sie malten und unterzeichneten einige Bilder gemeinsam. Doyen schuf hauptsächlich Kinderbilder. Er heiratete am 14. März 1885 eine Hebamme namens Marie Reine Rousseau. Von November 1894 bis zu seinem Tod leitete er die Malschule von Fontainebleau.